# Cleomenes multiplagatus
Cleomenes multiplagatus là một loài bọ cánh cứng trong họ Cerambycidae.